# 龔于堯
龔于堯（1954年10月10日—）台灣茶商，曾是「山家小舖」的總舖師。
一九五四年十月十日出生於台南市，世界新聞專科學校圖資科畢業。曾任中華民國茶藝聯誼會副會長、《自立晚報》專欄作家、雜誌編輯，曾積極參加民主運動、參選台南市議員，並曾在綠色和平電台主持「早安‧福爾摩沙」節目。現為阿布達比基金會、國際餐飲集團英國Hakkasan （London）餐廳、俄羅斯咖啡狂人（Coffee Mania - Moscow）連鎖咖啡館專聘茶顧問，並受各界演講邀約，曾往倫敦做教育訓練。